# Almat Kebispajew

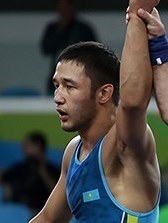
Almat Kebispajew (2016)

Almat Kebispajew (kasachisch Алмат Кебіспаев; * 12. Dezember 1987 in Ürschar, Oblast Semipalatinsk, Kasachische SSR, UdSSR) ist ein früherer kirgisischer, heute  kasachischer Ringer. Er wurde 2011 Vize-Weltmeister im Federgewicht im griechisch-römischen Stil.

## Werdegang
Almat Kebispajew begann als Jugendlicher im Jahre 1999 mit dem Ringen. Er konzentrierte sich dabei auf den griechisch-römischen Stil. Er ist Mitglied des Sportvereins Batr Astana und wurde bzw. wird von Boranbek Konyratow und Rysbek Nurgazim trainiert. Ringen ist z. Zt. sein Beruf, er ist aber auch an einer Universität als Student eingeschrieben. Zu Beginn seiner Laufbahn startete er noch für Kirgisistan, seit 2006 aber für Kasachstan.
2004 wurde Almat Kebispajew in Bischkek asiatischer Juniorenmeister der Altersgruppe „Cadets“ (bis zum 16. Lebensjahr) in der Gewichtsklasse bis 54 kg Körpergewicht. 2006 und 2007 startete er bei den Junioren-Weltmeisterschaften in Guatemala-Stadt bzw. in Peking. In Guatemala-Stadt trat er im Bantamgewicht an, schied aber schon nach einer Niederlage gegen Krisztian Jager aus Ungarn nach der 1. Runde aus und kam dadurch nur auf den 17. Platz.  In Peking startete er im Federgewicht, besiegte dort Rewas Laschchi aus Georgien und Vahrmam Chatchatrjan aus Armenien, verlor aber seine beiden nächsten Kämpfe und erreichte den 7. Platz.
2008 wurde er in Thessaloniki im Federgewicht Universitäten-Weltmeister vor Kazuma Kuramoto aus Japan und im Jahre 2009 wurde er in Pattaya asiatischer Vizemeister im Federgewicht. Im Jahre 2010 wurde er dann in Moskau erstmals bei einer Weltmeisterschaft eingesetzt und kam im Federgewicht nach Siegen über Patrick Stadelmann, Schweiz, Ravinder Singh, Indien und Dilshod Aripov, Usbekistan, einer Niederlage gegen Həsən Əliyev, Aserbaidschan und einem weiteren Sieg über Iwo Angelow aus Bulgarien auf den 3. Platz und gewann damit seine erste Weltmeisterschaftsmedaille.
2011 wurde Almat Kebispajew in Taschkent Asienmeister im Federgewicht. In den entscheidenden Kämpfen besiegte er dabei Dilshod Aripov und Dhariya Anil Kumar aus Indien. Wenige Monate später feierte er dann bei der Weltmeisterschaft in Istanbul den größten Erfolg in seiner bisherigen Laufbahn, denn er wurde mit Siegen über Iwo Angelow, Ruslan Tümönbajew, Kirgisistan, Carl Anders Ekström, Dänemark und Luis Ignacio Liendo, Venezuela und einer Niederlage im Finale gegen Omid Haji Noroozi, Iran, Vize-Weltmeister. Mit dieser Platzierung erkämpfte er sich auch gleichzeitig die Startberechtigung bei den Olympischen Spielen 2012 in London.

## Internationale Erfolge
| Jahr | Platz | Wettbewerb                                             | Gewichtsklasse | Ergebnisse |
| ---- | ----- | ------------------------------------------------------ | -------------- | --- |
| 2004 | 1.    | Asiatische Junioren-Meisterschaft (Cadets) in Bischkek | bis 54 kg      | vor Asis Beischalijew, Kirgisistan und Lee Jung-hak, Südkorea |
| 2006 | 17.   | Junioren-WM in Guatemala-Stadt                         | Bantam         | nach einer Niederlage gegen Krisztian Jager, Ungarn |
| 2007 | 7.    | Junioren-WM in Peking                                  | Feder          | nach Siegen über Rewas Laschchi, Georgien und Vahram Chatchatrjan, Armenien und Niederlagen gegen Rahman Bilici, Türkei und Ryu Han-soo, Südkorea                                   |
| 2008 | 1.    | Universitäten-WM in Thessaloniki                       | Feder          | vor Kazuma Kuramoto, Japan, Michail Vlachos, Griechenland und Ede Komaromi, Ungarn                                                                                                  |
| 2009 | 2.    | Asien-Meisterschaft in Pattaya                         | Feder          | hinter Wan Feihu, Volksrepublik China, vor Ryoto Sato, Japan und Jung Kyung-ho, Südkorea                                                                                            |
| 2009 | 18.   | Golden-Grand-Prix in Baku                              | Feder          | Sieger: Aslan Abdullin, Russland vor Vitali Rəhimov, Aserbaidschan |
| 2010 | 1.    | „Iwan-Poddubny“-Turnier in Tjumen                      | Feder          | vor Joseph Samuel Betterman, USA und Saur Kuramagomedow, Russland |
| 2010 | 2.    | Golden-Grand-Prix in Szombathely                       | Feder          | hinter Həsən Əliyev, Aserbaidschan, vor Stig André Berge, Norwegen und Aslan Abdullin                                                                                               |
| 2010 | 7.    | Asien-Meisterschaft in New Delhi                       | Feder          | Sieger: Sheng Jiang, China vor Woo Seung-jae, Südkorea |
| 2010 | 5.    | Golden-Grand-Prix in Baku                              | Feder          | hinter Həsən Əliyev, Eusebiu Diaconu, Rumänien, Fuad Alijew, Aserbaidschan und Stig André Berge                                                                                     |
| 2010 | 3.    | WM in Moskau                                           | Feder          | nach Siegen über Patrick Stadelmann, Schweiz, Ravinder Singh, Indien und Dilshod Aripov, Usbekistan, einer Niederlage gegen Həsən Əliyev und einem Sieg über Iwo Angelow, Bulgarien |
| 2011 | 2.    | Welt-Cup in Minsk                                      | Feder          | hinter Jung Ju-hyun, Südkorea, vor Həsən Əliyev und Omid Haji Noroozi, Iran |
| 2011 | 1.    | Asien-Meisterschaft in Taschkent                       | Feder          | nach Siegen über Ahmad Darwish, Syrien, Kazuma Kuramoto, Japan, Dilshod Aripov und Dhariya Anil Kumar, Indien                                                                       |
| 2011 | 1.    | Präsidenten-Cup von Kasachstan                         | Feder          | vor Jung Ji-hyun, Eusebiu Diaconu Und Nurbakyt Tengisbajew, Kasachstan |
| 2011 | 2.    | WM in Istanbul                                         | Feder          | nach Siegen über Iwo Angelow, Ruslan Tümönbajew, Kirgisistan, Carl Anders Ekström, Dänemark und Luis Ignacio Liendo, Venezuela und einer Niederlage gegen Omid Haji Noroozi         |
| 2012 | 13.   | Golden-Grand-Prix in Istanbul                          | Feder          | Sieger: Ibragim Labasanow, Russland vor Ruslan Israfilow, Ukraine |
| 2012 | 3.    | Welt-Cup in Saransk                                    | Feder          | hinter Omid Haji Noroozi und Artur Mkrtchjan, Armenien |

## Erläuterungen
- alle Wettkämpfe im griechisch-römischen Stil
- WM = Weltmeisterschaft
- Gewichtsklassen: Bantamgewicht bis 55 kg, Federgewicht, bis 60 kg Körpergewicht